# 马来武术
马来武术，亦稱为馬來防身術（Seni Persilatan Melayu）或简称为席拉（Silat），是马来世界的一种武術或防身術，运用“langkah”（步伐）和“jurus”（招式）作为抵挡或攻击手段，可以使用或不使用武器。
马来武术起源于早期的马来文明，后来发展成为一种身体和精神训练，体现出马来传统服饰、表演艺术和习俗等方面的传统文化，现代马来武术的哲学基础主要基于伊斯兰精神。 马来武术表演的动作和造型源于“Bunga Silat”（套路）的演练基础，通常会有马来鼓的音乐伴奏。
马来武术流行於汶萊、馬來西亞、新加坡、泰國、菲律宾和越南等受马来文化影响较大的地区，“Silat”一词是指东南亚类似风格的武术统称。“Pencak Silat”一词出现于1940年代， 是“Penca(k)”和“Silat”的复合词， 1973年开始成为印尼传统武术的总称。 马来术语虽然也会使用“Pencak Silat”一词，但通常是指格斗的外在层面，与内在层面的“Seni Silat”相对；换言之，“pencak”（格斗）是外在的“zahir”（知识），而“seni”（艺术）则涵盖“batin”（秘传）和“zahir”（知识）。因此，“Seni Silat”被认为是更深层次的形式，包含格斗、舞蹈、仪式等各个方面。
马来武术在不同国家分别由文莱全国马来武术联合会（PERSIB）、马来西亚全国马来武术联合会（PESAKA）和新加坡马来武术联合会（PERSISI）管理，与印度尼西亚班卡西拉协会（IPSI）共同为国际班卡西拉联合会（PERSILAT）的创始成员。
马来武术以“Pencak Silat”的名义成为东南亚运动会和其他区域性比赛的项目之一，首次登场于1987年东南亚运动会和2018年亚洲运动会，这两届运动会均在印度尼西亚举行。2019年，马来武术被联合国教科文组织列为非物质文化遗产。